# Tancredi (Pavesi)
Tancredi è un'opera lirica in due atti composta da Stefano Pavesi su libretto di Luigi Romanelli, andata in scena al Teatro alla Scala di Milano nel 1812, un anno prima dell'omonimo e più famoso melodramma di Gioachino Rossini, anch'esso trasposizione operistica della tragedia di Voltaire.

## Trama
L'azione si finge in Siracusa (XII secolo)
Siracusa è assediata dagli arabi di Solamiro e al suo interno infuria la guerra civile fra la famiglia di Argiro e quella di Orbassano, I due decidono di giungere a un patto per far fronte al nemico comune, seppellendo così l'ascia di guerra, a patto però che ad Orbassano vada in sposa la figlia di Argiro, Adelaide, che ama però Tancredi, esule da Siracusa. Tancredi, raggiunto da un foglio dell'amata, ritorna in patria e cerca di ricongiungersi con Adelaide, ma lo ostacola il perfido Orbassano, nemico atavico anche della famiglia di Tancredi. Orbassano, trovato il messaggio di Adelaide, privo di destinatario, crede sia rivolto a Solamiro e fa quindi arrestare la donna, per alto tradimento. Tancredi si palesa per difendere l'amata e sconfigge Orbassano in duello, senza tuttavia ucciderlo; convinto poi del tradimento di Adelaide si precipita a cercare la morte combattendo contro i turchi. Nel finale l'innocenza di Adelaide viene palesata, Tancredi si salva e l'opera si conclude nel giubilo generale. Orbassano, riconoscendo il valore del rivale, rinuncia a sposare Adelaide e la riconsegna a Tancredi.

### Differenze con ilTancredidi Rossini
Le due trame sono perlopiù simili ed entrambe vicine alla tragedia originale di Voltaire. Nell'opera di Pavesi l'azione è molto più condensata e viene dato più peso al personaggio di Orbassano (in Rossini: Orbazzano), relegando Argiro (in Rossini: Argirio) ad un ruolo di secondo piano. Viene inoltre aggiunto il personaggio di Loredano, già presente nella tragedia originale, e vengono inseriti con i loro nomi originali di Fania e Aldemone i personaggi rossiniani di Isaura e Roggiero, confidenti rispettivamente di Adelaide (in Rossini: Amenaide) e di Tancredi. Nel Tancredi di Pavesi, inoltre, il protagonista è interpretato da un tenore e non da un contralto en travesti, anche se nel libretto della prima rappresentazione è indicato un contralto come possibile sostituto per il tenore. I due libretti, inoltre, di Romanelli e Rossi, differiscono parzialmente nel finale.

## Brani
- Sinfonia

### Atto I
- Introduzione Spezzato un dì l'antico (Argiro, Loredano, Coro, Orbassano)
- Duettino Il genitor mi chiama (Adelaide, Orbassano)
- Aria Mentre i miei sensi aggrava (Argiro)
- Coro e Cavatina Qual guerriero a noi s'avanza  Terra ingrata, ov'io le prime (Tancredi)
- Duetto Adelaide ad altra face (Tancredi, Orbassano)
- Aria Tu, lo vedi, ai nostri voti (Adelaide)
- Aria Sì; decisa, e non rammenti (Orbassano, Coro)
- Terzettino Padre... vorrei... non oso... (Adelaide, Tancredi, Argiro)
- Finale I Tu lo vergasti... / Oh sorte! (Argiro, Adelaide, Tancredi, Orbassano, Loredano, Aldemone, Fania, Coro)

### Atto II
- Introduzione seconda Tremar non dee, né piangere (Coro)
- Duetto D'un'anima infedele (Orbassano, Adelaide)
- Aria So che pietà non merta (Argiro)
- Coro e Aria Qual fior dal vomere  Tu signor, che i strali accendi (Tancredi)
- Terzetto Se al tuo coraggio ignota (Orbassano, Argiro, Adelaide)
- Aria Fra tutti i spasimi (Fania)
- Duetto Dunque così Tancredi (Adelaide, Tancredi)
- Aria Fier nemico, io l'oltraggiai (Orbassano)
- Coro e Aria Dell'armi nostre, è vero  Ah! che in faccia al rio destino (Adelaide, [Argirio, Aldemone], Coro)
- Finale II La vittoria è sempre al fianco (Coro, Orbassano, Adelaide, Tancredi, Argiro, Fania, Loredano, Aldemone)

## Ruoli
Cast della prima esecuzione:
| Ruolo     | Registro vocale  | Interprete della prima esecuzione, Teatro alla Scala carnevale 1812 |
| --------- | ---------------- | ------------------------------------------------------------------- |
| Adelaide  | soprano          | Carlotta Häeser                                                     |
| Tancredi  | tenore/contralto | Angelo Testori/Teresa Cesarani                                      |
| Orbassano |                  | Andrea Nozari                                                       |
| Argiro    |                  | Domenico Patriosi                                                   |
| Loredano  |                  | Giuseppe Spirito                                                    |
| Fania     |                  | Rosa Nerini                                                         |
| Aldemone  |                  | Paolo Rosignoli                                                     |